# Monika Grütters
Monika Grütters (Münster, 9 de enero de 1962) es una política alemana de la Unión Demócrata Cristiana (CDU). Desde 2013, ejerce de secretaria de Estado del Gobierno federal de Cultura y Medios de Comunicación en el gobierno de la cancillería de Angela Merkel. Forma parte del Bundestag alemán desde 2005 y fue presidenta de la Comisión de Cultura y Medios de Comunicación de 2009 a 2013. Desde diciembre de 2016, Grütters también es la presidenta de la CDU en Berlín y miembro de la junta ejecutiva federal de la CDU.

## Biografía
Tras finalizar el bachillerato en 1981, Monika Grütters estudió lengua y literatura alemanas, historia del arte y ciencias políticas en la Universidad de Münster y, a partir de 1982, en la Rheinische Friedrich-Wilhelms-Universität Bonn, donde se graduó en 1989 como Magister Artium. Después de haber trabajado en el departamento de prensa y relaciones públicas de la Ópera de Bonn durante sus estudios entre 1987 y 1988, trabajó en el mismo ámbito entre 1990 y 1991 en el entonces Museo de Transporte y Tecnología de Berlín y entre 1991 y 1992 para la editorial Bouvier. Entre 1992 y 1995, Grütters fue portavoz de la Administración del Senado para la Ciencia y la Investigación (Estado Federado de Berlín).
Entre 1991 y 1999, Grütters fue profesor de gestión cultural en la Escuela Superior de Música Hanns Eisler de Berlín. Desde 1999, Grütters ocupa una cátedra honoraria en la Universidad Libre de Berlín para el programa de maestría en Artes y Administración de Medios.
Grütters también trabajó como responsable de relaciones públicas para la Bankgesellschaft Berlin desde 1996. De 1998 a 2013 fue portavoz de la junta directiva de la Fundación Puerta de Brandeburgo . Es miembro del Comité Central de Católicos Alemanes y portavoz de la sección "Cultura, Educación y Medios de Comunicación" del Comité desde 2013.

## Trayectoria política
Grütters se unió a la Unión Juvenil en 1978 y a la Unión Demócrata Cristiana de Alemania (CDU) en 1983. Desde 1998 es miembro de la dirección regional de la CDU de Berlín. Fue miembro de la Cámara de Representantes de Berlín entre 1995 y 2005. En este cargo fue portavoz de política científica y cultural y, entre 2001 y 2005, también vicepresidenta del grupo parlamentario de la CDU.
Grütters fue miembro del Bundestag alemán entre 2005 y 2025 por el distrito electoral de Marzahn-Hellersdorf . Entró en el Bundestag siempre a través de la lista regional de candidatos por Berlín y presidió la Comisión de Cultura y Asuntos de Medios de Comunicación entre 2009 y 2013. Además de sus funciones en comités, Grütters fue miembro del Grupo de Amistad Parlamentaria Germano-Israelí desde 2005. En las elecciones federales de 2013 fue nuevamente la candidata favorita de la CDU por Berlín.
Durante su mandato en el tercer gabinete de Merkel, el presupuesto total para asuntos culturales federales aumentó en más de un 30% hasta 1.670 millones de dólares dentro del presupuesto federal entre 2013 y 2018. Sin embargo, las cuestiones relacionadas con el descubrimiento de las obras de arte de Múnich en 2012 eclipsaron los dos primeros años de Grütters en el cargo. Como respuesta institucional al descubrimiento de importantes obras de arte de procedencia y propiedad desconocidas en la colección privada Gurlitt, Grütters lanzó en 2015 la Fundación Alemana de Arte Perdido (Deutsches Zentrum Kulturgutverluste). También en 2015, Grütters presentó una enmienda a la ley alemana de protección de los bienes culturales (Kulturgutschutzgesetz), que ha sido objeto de polémicos debates. Además, Grütters tiene una responsabilidad significativa en la exitosa financiación estatal de la Barenboim–Said Akademie en Berlín y de un archivo fotográfico nacional en Düsseldorf para preservar, archivar y publicitar el patrimonio cultural fotográfico del país.
En las negociaciones para formar otro gobierno de coalición bajo el liderazgo de la canciller Angela Merkel después de las elecciones federales de 2017, Grütters dirigió el grupo de trabajo sobre asuntos culturales y medios de comunicación, junto con Dorothee Bär y Michael Roth. En febrero de 2018, Merkel anunció que reemplazaría a Grütters para un segundo mandato en su cuarto gabinete.
En junio de 2017, Grütters votó, en contra de la mayoría de su grupo parlamentario, a favor de la introducción en Alemania del matrimonio homosexual.
En febrero de 2018, Grütters presidió la convención nacional de la CDU en Berlín. En la campaña por la elección de presidente del partido del 2018, Grütters apoyó públicamente a Annegret Kramp-Karrenbauer para suceder a Angela Merke.
En abril de 2020, Grütters firmó, junto con unos 50 miembros más de su grupo parlamentario, una carta a la presidenta de la Comisión Europea, Ursula von der Leyen, en la que se pedía a la Unión Europea que acogiera a niños que vivían en campos de refugiados e inmigrantes en Grecia.
En medio de la pandemia de COVID-19 en Alemania, Grütters lideró los esfuerzos en 2020 para brindar ayuda financiera del gobierno a instituciones culturales y artistas cuyos medios de vida estaban amenazados.
Tras la derrota de su partido en las elecciones de 2021, Grütters anunció su candidatura a vicepresidenta del Bundestag; sin embargo, el grupo parlamentario CDU/CSU finalmente nominó a Yvonne Magwas para el cargo.
En septiembre de 2024, Grütters anunció que no se presentaría a las elecciones federales de 2025 y que, en cambio, renunciaría a la política activa antes del final del mandato parlamentario.

## Premios y reconocimientos
- 2017 – Premio Julius Campe [13]
- 2018 – Orden de las Artes y las Letras
- 2019 – Orden del Águila Azteca [14]